# 마산신월초등학교
마산신월초등학교(馬山新月初等學校)는 대한민국 경상남도 창원시 마산합포구에 있는 공립 초등학교이다.

## 연혁
- 1998년 10월 24일 : 신월초등학교로 개교
- 2011년 3월 1일 : 창원시와 마산시의 통합으로 인해 현재의 교명으로 변경
- 2021년 3월 1일 : 마산고운초등학교 개교와 함께 분리